# Hitzone 16
TMF Hitzone 16 is een verzamelalbum. Het album, onderdeel van de serie Hitzone, werd op 7 september 2001 uitgegeven door de Nederlandse muziekzender TMF. TMF Hitzone 16 piekte op de eerste plaats van de Verzamelalbum Top 30 en stond vijf weken lang op deze plek. In totaal stond het dertien weken in deze hitlijst. Naast de achttien tracks op het album, was er ook een bonus video van het lied My Way van Herman Brood. Het album heeft in Nederland de platina status.

## Nummers
| Nr. | Titel                         | Uitvoerend artiest           | Duur |
| --- | ----------------------------- | ---------------------------- | ---- |
| 1.  | It's Raining Men              | Geri Halliwell               | 4:14 |
| 2.  | Miss California               | Dante Thomas ft. Pras Michel | 3:26 |
| 3.  | Eternal Flame                 | Atomic Kitten                | 3:15 |
| 4.  | U Remind Me                   | Usher                        | 4:27 |
| 5.  | Turn Off the Light            | Nelly Furtado                | 3:37 |
| 6.  | Eternity                      | Robbie Williams              | 4:59 |
| 7.  | Such Is Life                  | Rank 1 ft. Shanokee          | 3:39 |
| 8.  | Purple Pills                  | D12                          | 5:04 |
| 9.  | We Come 1                     | Faithless                    | 3:43 |
| 10. | Ride Wit Me                   | Nelly ft. City Spud          | 4:14 |
| 11. | Dance for Me                  | Sisqó                        | 4:08 |
| 12. | Let's Dance                   | 5ive                         | 3:38 |
| 13. | I Really Don't Think So       | K-otic                       | 3:14 |
| 14. | Samb-Adagio                   | Safri Duo                    | 3:03 |
| 15. | When You're Looking Like That | Westlife                     | 3:52 |
| 16. | More Than That                | Backstreet Boys              | 3:41 |
| 17. | Pop                           | *NSYNC                       | 3:58 |
| 18. | Eeuwig zou te kort zijn       | Volumia!                     | 3:59 |